# آنا وربلینسکا
آنا وربلینسکا (انگلیسی: Anna Werblińska؛ زادهٔ ۱۴ مهٔ ۱۹۸۴) بازیکن والیبال اهل لهستان است. مدال برنز قهرمانی اروپا و لیگ قهرمانان اروپا از دست آورد های اوست.